# رافائلو دا مونتلوپو
رافائلو دا مونتلوپو (ایتالیایی: Raffaello da Montelupo؛ ‏ ۹ ژوئیه ۱۵۰۴ – ۱۵۶۶) مجسمه‌ساز و معمار رنسانس ایتالیا و یکی از شاگردان میکل‌آنژ بود. پدر او هم یک مجسمه‌ساز بود و نام هر دوی آنها در کتاب زندگی برجسته‌ترین نقاشان، پیکرتراشان و معماران اثر جورجو وازاری آمده‌است.
تندیس «سانت دامیانو» در کلیسای سن لورنتزو از آثار اوست. وی همچنین در ساخت مقبرهٔ ژولیوس دوم و لئون دهم مشارکت داشت. (برای مقبرهٔ لئون دهم با بارتولومئو باندینلی همکاری کرد). پاپ پائولوس سوم او را مأمور ساخت تا ۱۴ فرشته بر روی پل سانت‌آنجلو بسازد. این فرشته‌های گچ‌بری‌شده بعدها فرسوده شد و پاپ کلمنت نهم در سال ۱۶۶۹ جان لورنتسو برنینی را مأمور ساخت تا تندیس‌های جدیدی از فرشتگان بر روی پل بسازد.
وی حوالی سال ۱۵۶۰ میلادی، یک خودزندگی‌نامه نوشت که در بخش‌هایی از آن، به نحوهٔ استفاده میکل‌آنژ از دست چپ خود در نگارش و طراحی‌هایش اشاره شده بود. این نوشته، امروزه تنها مدرکِ موجود دالِ بر چپ‌دستی میکل‌آنژ است.